# Ionel Roman
Ionel Roman (n. 3 octombrie 1942, Luduș, județul Mureș) a fost un deputat român în legislatura 1990-1992, ales în județul Cluj pe listele partidului FSN.